# Weare (Somerset)
Pour les articles homonymes, voir Weare.
Weare est une paroisse civile et un village du Somerset, en Angleterre.